# Menden-Holthausen
Menden-Holthausen ist ein Stadtteil der kreisfreien nordrhein-westfälischen Stadt Mülheim an der Ruhr. Zu ihm gehören neben Menden und Holthausen auch die Ortsteile Ickten und Raadt. Menden-Holthausen ist stark landwirtschaftlich geprägt.

## Lage

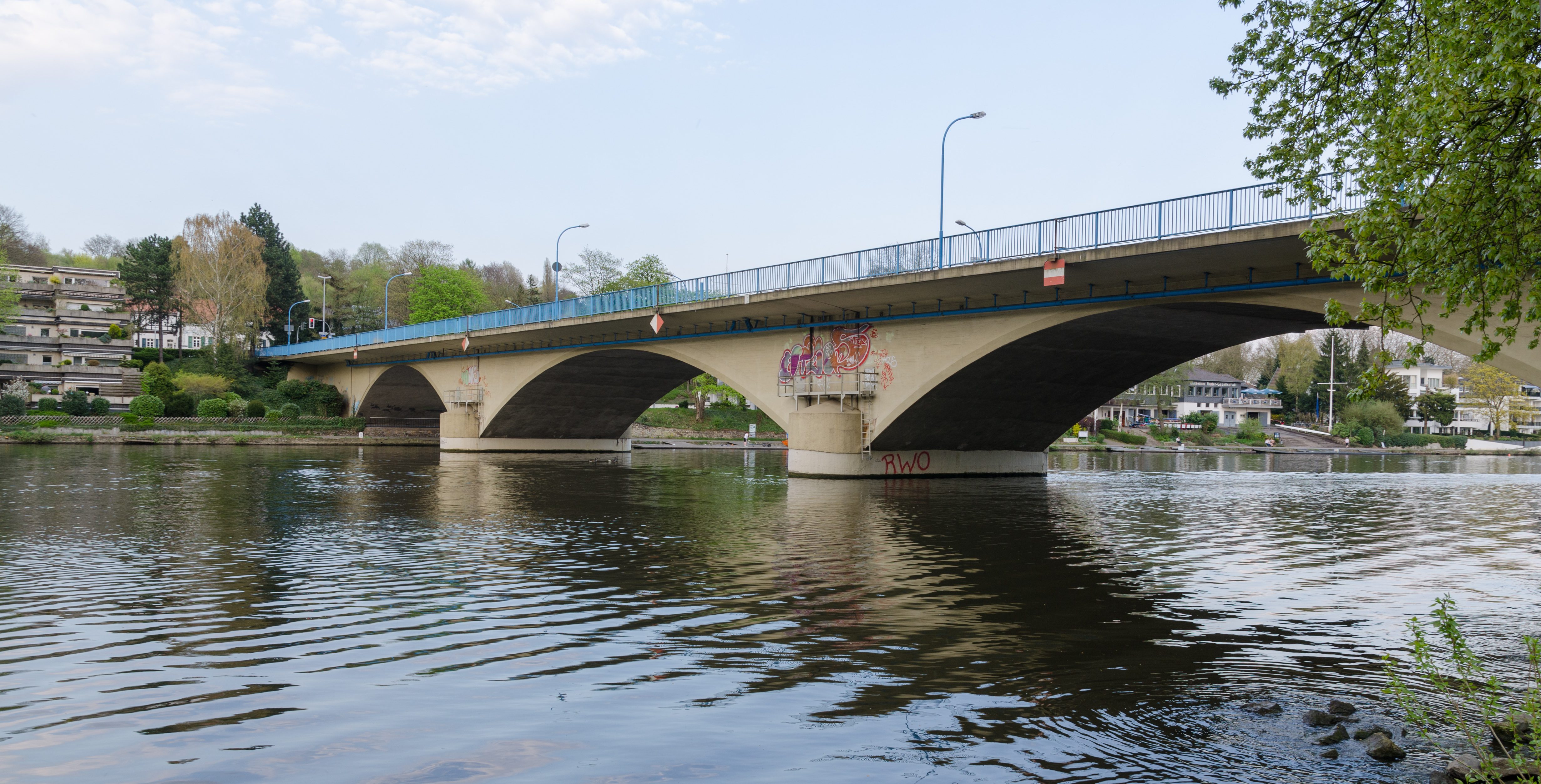
Die Mendener Brücke verbindet die Stadtteile Menden-Holthausen und Saarn

Der bevölkerungsärmste Stadtteil Mülheims liegt im Stadtbezirk Rechtsruhr-Süd. Er grenzt im Norden an Altstadt I, im Nordosten an Heißen, im Osten und Süden an die Essener Stadtteile Haarzopf, Schuir und Kettwig. Westlich liegt, auf der anderen Seite der Ruhr, der Stadtteil Saarn, der über die Mendener-Brücke (B1) verbunden ist. In Menden-Holthausen, genauer auf den Raadter Höhen am Verkehrslandeplatz Essen/Mülheim, liegt mit 152,7 m über NHN die höchste Stelle des Mülheimer Stadtgebiets.

## Geschichte
Menden wurde am 27. Oktober 811 als Menethinna in einem Verzeichnis der Abtei Werden zum ersten Mal benannt, als Abt Hildegrim hier sechs Morgen Land erwarb. Menden und Holthausen gehörte im Spätmittelalter und in der Frühen Neuzeit zur Herrschaft Broich. Bis zum Anfang des 20. Jahrhunderts bestanden auf dem Gebiet des heutigen Stadtteils drei eigenständige Gemeinden:
- Die Gemeinde Holthausen besaß eine Fläche von 4,9 km². Ihre Einwohnerzahl im Jahre 1895 betrug 2.566. Holthausen wurde 1904 in die Stadt Mülheim an der Ruhr eingemeindet.
- Die Gemeinde Menden besaß eine Fläche von 6,0 km². Ihre Einwohnerzahl im Jahre 1910 betrug 787. Menden gehörte nach der Auflösung des Landkreises Mülheim an der Ruhr im Jahre 1910 vorübergehend zum Landkreis Essen und wurde 1920 in die Stadt Mülheim an der Ruhr eingemeindet.
- Die Gemeinde Raadt besaß eine Fläche von 2,2 km². Ihre Einwohnerzahl im Jahre 1910 betrug 260. Raadt gehörte nach der Auflösung des Landkreises Mülheim an der Ruhr im Jahre 1910 vorübergehend zum Landkreis Essen und wurde 1920 in die Stadt Mülheim an der Ruhr eingemeindet.

## Sehenswürdigkeiten

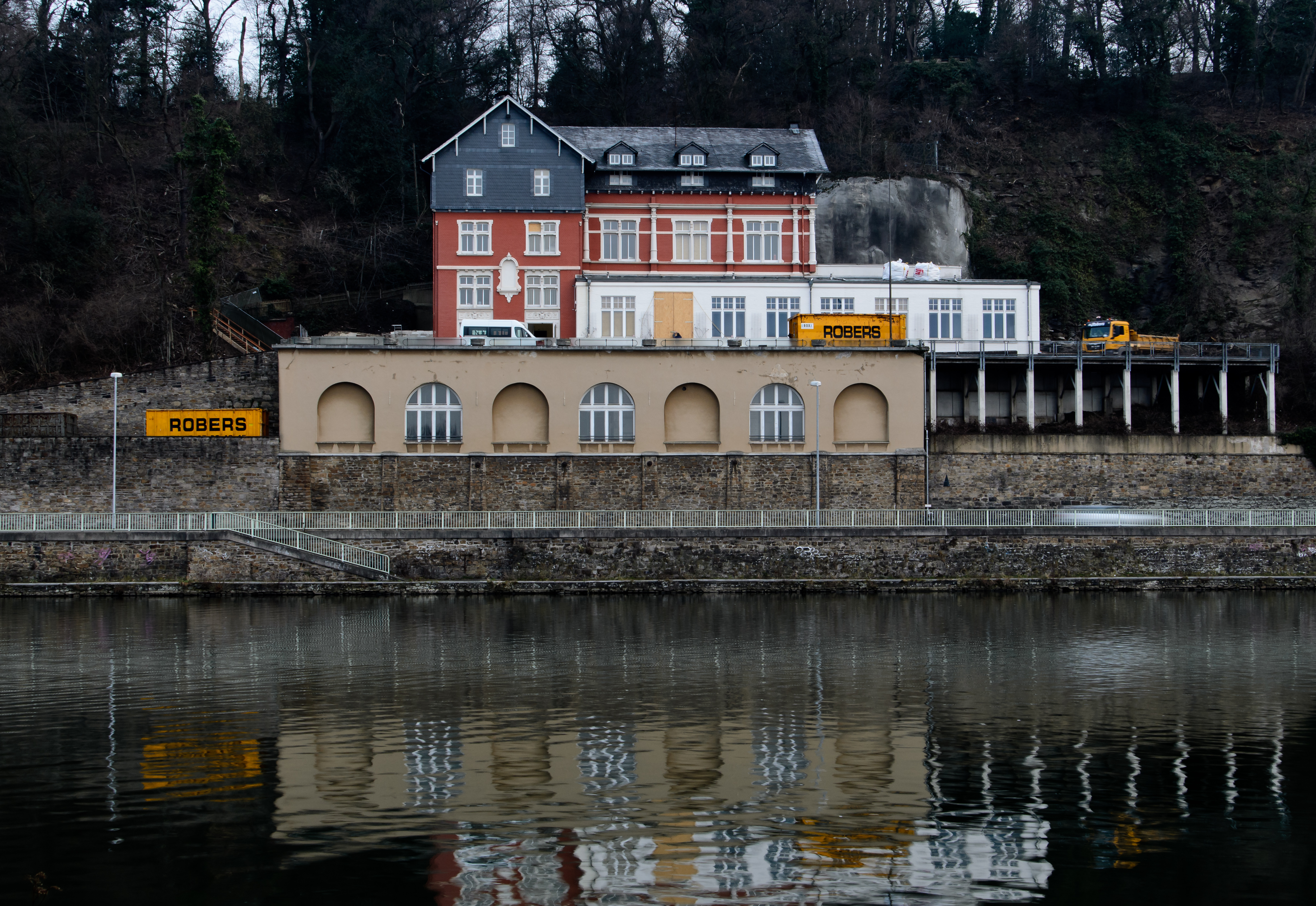
Ehemalige Jugendherberge Kahlenberg

Auf der Stadtgrenze nach Essen befindet sich der Verkehrslandeplatz Essen/Mülheim. Die Ruhrtalbrücke Mülheim überspannt von den Raadter Höhen zum Auberg das Ruhrtal im Zuge der Bundesautobahn 52. Oberhalb des Ruhrtals wurden auf den Höhen des Kahlenbergs der Bismarckturm und Haus Urge errichtet. Ein bis 2010 als Mülheimer Jugendherberge genutztes Gebäude findet sich unterhalb dieser Kulturdenkmäler, direkt am Ruhrufer. Es eröffnete 1890 (Grundsteinlegung 1889) als Restaurant am Kahlenberg und wurde im Jahre 1952 zur Jugendherberge umgebaut. Der Jugendherbergsbetrieb ist seit Ende 2010 eingestellt und in dem denkmalgeschützten Gebäude sollen acht Luxuswohnungen mit direktem Ruhrblick entstehen.
Weitere Gebäude, die aufgrund ihrer baulichen oder historischen Bedeutung als Kulturdenkmal eingestuft werden, sind in der Liste der Baudenkmäler in Menden-Holthausen aufgeführt.

## Verkehr
Holthausen ist über zwei Straßenbahnstrecken und -linien (104, 112) mit der Altstadt verbunden. Diese enden am Hauptfriedhof, wo ein Verknüpfungspunkt zur dort beginnenden Buslinie 130 nach Essen-Haarzopf und zum Rhein-Ruhr Zentrum besteht. Menden wird lediglich über die Buslinie 151 erschlossen welche Mülheim-Zentrum und Essen-Kettwig verbindet. Dann verkehrt in Menden-Holthausen noch die Tangentiale Buslinie 753 der Rheinbahn, welche die Straßenbahnen am Oppspring und die 151 an der Mendener Brücke kreuzt und vom HBF durch das Rumbachtal nach Saarn und Ratingen Mitte verkehrt.
Über die Autobahnanschlussstelle Essen-Kettwig der Bundesautobahn 52 nahe dem Verkehrslandeplatz Essen/Mülheim ist Menden-Holthausen an das Bundesfernstraßennetz angeschlossen.

## Grünanlagen
Der Witthausbusch ist der größte Volkspark der Stadt Mülheim an der Ruhr. An der Zeppelinstraße liegt der Mülheimer Hauptfriedhof mit seinem denkmalgeschützten Portal. Viel kleiner, aber durch einige alte Grabstätten sehenswert ist der Friedhof Holthausen.